# Mazateco de Mazatlán
El mazateco de Mazatlán o mazateco del suroeste es una lengua mazateca hablada en el municipio de Mazatlán Villa de Flores, Oaxaca.: 21–22  El Catálogo de las lenguas indígenas nacionales del Instituto Nacional de Lenguas Indígenas también incluye dentro del mazateco del suroeste a las variantes lingüísticas mazatecas habladas en los municipios oaxaqueños de San Juan de los Cues y Santa María Tecomavaca.

## Aspectos históricos, sociales y culturales
El mazateco de Mazatlán se habla en los municipios oaxaqueños de Mazatlán Villa de Flores, San Juan de los Cues y Santa María Tecomavaca. Estos forman parte del distrito de Teotitlán en la Región Sierra de Flores Magón, en el norte del estado de Oaxaca y cerca de la frontera con el estado de Puebla.
Carrera Guzmán (2011) estimaba que un 75% de la población del municipio de Mazatlán Villa de Flores era hablante habitual de mazateco, presentándose una situación de diglosia entre las generaciones de habitantes mayores y jóvenes. De este modo, la generación más joven tiende a no hablar mazateco y a emplear más habitualmente el español. Esta situación era más común en la cabecera municipal, mientras que el uso cotidiano del mazateco era predominante en el resto del municipio. Algunas causas aducidas por el autor comprendían el rechazo a la enseñanza del mazateco como lengua materna por parte de los padres, el desinterés de los jóvenes a aprenderla y el uso del español como lengua exclusiva de la administración estatal.: 21–22 
Según Carrera Guzmán (2011), el mazateco de Mazatlán es utilizado habitualmente en todos los ámbitos sociales: la familia, la administración política local, la religión y la educación, aunque las políticas educativas han fallado en promover adecuadamente su uso en la comunidad.: 22–24 

## Descripción lingüística

### Clasificación
El mazateco de Mazatlán es una lengua mazateca de la rama popolacana de la familia lingüística otomangue. 

### Fonología
Existen cinco timbres vocálicos: /i/, /e/, /a/, /o/, /u/,: 38–40 : 2  los cuales pueden contrastarse por rasgos de cantidad, nasalidad y fonación.
|         | Anterior | Central | Posterior |
| ------- | -------- | ------- | --------- |
| Cerrada | i        |         | u         |
| Media   | e        |         | o         |
| Abierta | a        |         |           |

Las vocales sencillas son similares a las del español y pueden aparecer en cual posición de palabra.: 44–45  Ejemplos de Carrera Guzmán (2011):
| /a/ axu ‘ajo’ yaju ‘carne’ xa ‘tigre’ | /e/ tséjen ‘no hay’ tsie ‘mucho’ | /i/ indé ‘ya no’ chinga ‘cerdo’ lijií ‘pasto’ | /o/ fio̠ ‘se lo lleva’ ton ‘dinero’ | /u/ niñu ‘estrella’ lakuxii ‘duende’ |

A diferencia de las vocales sencillas, las vocales alargadas solo pueden aparecer en posición media y final de palabra.: 45  Ejemplos de Carrera Guzmán (2011: 45-46):
| /a:/ tsaa ‘dar’ ñaa ‘nosotros’ yaa ‘ahí’ | /e:/ siee ‘canta’ tiee ‘baila’ jee ‘vino’ | /i:/ tijii ‘olla’ lijií ‘pasto’ jii ‘tú’ | /o:/ joó ‘dos’ chjoó ‘muro’ tjoo ‘delicado’ | /u:/ ñañuú ‘mecate’ tjuu ‘brotar’ ñuu ‘fuerte’ |

Las vocales nasales y las vocales rearticuladas tienen una distribución restringida y se usan cada vez menos en el habla cotidiana.: 47–49  Ejemplos de Carrera Guzmán (2011: 49)
| Vocales nasales an ‘yo’ in ‘ir’ on ‘cinco’ un ‘duele’ | Vocales rearticuladas cha'a ‘armadillo’ tsie'e ‘flojo’ chi'i ‘borracho’ xu'u ‘ombligo’ |  |  |  |

El mazateco de Mazatlán es una lengua tonal que contrasta tres tonos de nivel: bajo, medio y alto.: 34–36 
| Tono alto nindú ‘resbaloso’ joó ‘platicar’ xá ‘trabajo’ | Tono medio nindu ‘montaña’ joo ‘dos’ xa ‘tigre’ | Tono bajo nindu̠ ‘aguja’ joo̠ ‘traer’ xa̠ ‘sucio’ |